# برایتنوانگ
برایتنوانگ (به آلمانی: Breitenwang) یک منطقهٔ مسکونی در اتریش است که در ناحیه رویت واقع شده‌است. برایتنوانگ ۱۸٫۹ کیلومتر مربع مساحت دارد ۸۵۰ متر بالاتر از سطح دریا واقع شده‌است.